# Гайман
Гайман (исп. Gaiman) — город и муниципалитет в департаменте Гайман провинции Чубут (Аргентина), административный центр департамента.

## История
Гайман считается самым первым муниципалитетом провинции Чубут: первый дом был здесь построен в 1874 году. В 1909 году города достигла железная дорога, а в 1914 году был открыт туннель, позволивший прокладывать железную дорогу дальше.